# Alan Walker (Musikwissenschaftler)

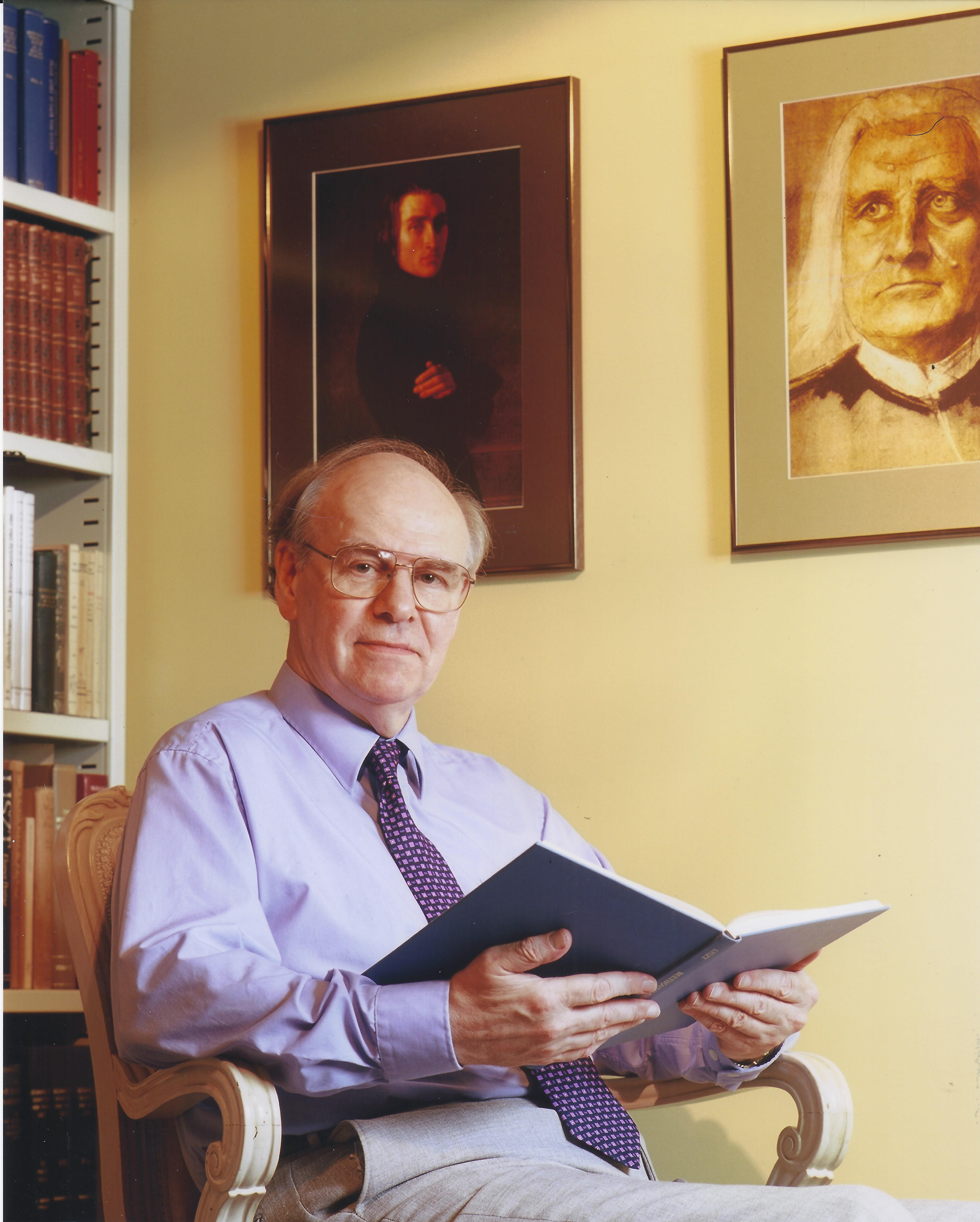
Alan Walker, 2019

Alan Walker, FRSC (* 6. April 1930 in Scunthorpe) ist ein britisch-kanadischer Musikwissenschaftler und Liszt-Forscher.

## Leben
Aufgewachsen im Lincolnshire, besuchte Walker die Guildhall School of Music and Drama sowie das Royal College of Music in London, wo er 1949 bzw. 1950 seinen Abschluss machte. Anschließend studierte er Musikwissenschaft und erwarb 1956 seinen Bachelor an der Durham University, wo er 1965 auch promovierte. Von 1957 bis 1960 betrieb er Privatstudien bei dem Musikwissenschaftler Hans Keller. Von 1958 bis 1961 unterrichtete er an der Guildhall School, wo er auch Klavierunterricht bei Alfred Nieman nahm. Anschließend arbeitete er bis 1971 als Regisseur bei der BBC, bis er eine Stelle als Professor an der McMaster University in Hamilton (Ontario)/Kanada annahm, wo er bis 1980 sowie abermals von 1989 bis 1995 die musikalische Fakultät leitete. 1981 etablierte er erstmals das Fach Musikkritik als eigenständigen Studiengang in Kanada. 1995 wurde er emeritiert. Von 1984 bis 1987 war er Gastprofessor an der City University London.

## Werk
Alan Walker veröffentlichte eine einflussreiche Biographie über Franz Liszt in drei Bänden, an der er über fünfundzwanzig Jahre gearbeitet hatte und die ihn im englischsprachigen Raum schlagartig bekannt machte, zumal da es dort seinerzeit kaum wissenschaftliche Literatur zu Liszt gab. Daneben schrieb er über Robert Schumann und Frédéric Chopin. Über alle drei Komponisten hält er regelmäßig Vorlesungen in Kanada, den USA und Großbritannien.
Walker lebt in Ancaster und leitet das jährliche Festival „The Great Romantics“ in Hamilton.

## Auszeichnungen
Walker wurde 1974 Honorary Fellow der Guildhall School of Music, 1986 Fellow der Royal Society of Canada und 2002 Ehrendoktor der McMaster University. 1980 erhielt er die Medaille der Hungarian Liszt Society, 1984 die der American Liszt Society sowie für Franz Liszt: The Virtuoso Years den James Tait Black Memorial Prize in der Kategorie „Biografie“ und 1995 die Pro Cultura Hungaria-Medaille.

## Veröffentlichungen

### Zu Franz Liszt
- Franz Liszt. 3 Bde., Faber & Faber, London.
  - Bd. 1: The virtuoso years, 1811-1847. 1983. Neuausgabe Cornell University Press, Ithaca 1987, ISBN 0-8014-9421-4.
  - Bd. 2: The Weimar years, 1848-1861. 1989. Neuausgabe: Cornell University Press, Ithaca 1993, ISBN 0-8014-9721-3.
  - Bd. 3: The final years, 1861-1886. 1997. Neuausgabe: Cornell University Press, Ithaca 1997, ISBN 0-8014-8453-7.

- Franz Liszt. The Man and His Music. Taplinger Publishing, New York 1970, ISBN 0-8008-2990-5.
- Liszt, Carolyne, and the Vatican. The Story of a Thwarted Marriage. (mit Gabriele Erasmi). Pendragon, Stuyvesant/New York 1991, ISBN 0-945193-09-2.
- (Hrsg.) Living with Liszt. From the Diary of Carl Lachmund, an American Pupil of Liszt, 1882-1884. Stuyvesant/New York 1995, ISBN 0-945193-56-4.
- (Hrsg.) The Death of Franz Liszt. Based on the Unpublished Diary of his Pupil Lina Schmalhausen. Cornell University Press, Ithaca 2002, ISBN 0-8014-4076-9.
- Reflections on Liszt. Cornell University Press, Ithaca 2005, ISBN 0-8014-4363-6.

### Sonstiges
- A Study in Music Analysis. Barrie & Rockcliff, London 1962.
- An Anatomy of Musical Criticism. Barrie & Rockcliff, London 1966.
- Robert Schumann. The Man and His Music. Barrie & Jenkins, London 1972, ISBN 0-214-66805-3.
- Hans von Bülow. A Life and Times. Oxford University Press, New York 2009, ISBN 0-19-536868-1.
- Fryderyk Chopin: A Life and Times. Farrar, Straus & Giroux, New York 2018, ISBN 978-0-374-15906-1.